# Ellisina
Ellisina is een geslacht van mosdiertjes uit de familie van de Calloporidae. De wetenschappelijke naam ervan is in 1903 voor het eerst geldig gepubliceerd door Alfred Merle Norman.
Hij noemde het geslacht naar John Ellis (ca. 1710-1776), die onder meer het werk An essay towards the Natural History of the Corallines over koralen had geschreven.

## Soorten[2]
- Ellisina antarctica Hastings, 1945
- Ellisina circulatis Liu, 1983
- Ellisina constantia (Kluge, 1914)
- Ellisina costigera Liu, 1983
- Ellisina gautieri Fernandez Pulpeiro & Reverter Gil, 1993
- Ellisina incrustans (Waters, 1898)
- Ellisina izuensis Mawatari & Mawatari, 1981
- Ellisina levata (Hincks, 1882)
- Ellisina marginulata Gontar, 1993
- Ellisina profunda Moyano, 1991
- Ellisina sericea (MacGillivray, 1890)

Niet geaccepteerde soort:
- Ellisina canui (Sakakura, 1935) → Copidozoum canui (Sakakura, 1935)